# Plouër-sur-Rance
Plouër-sur-Rance är en kommun i departementet Côtes-d'Armor i regionen Bretagne i nordvästra Frankrike. Kommunen ligger i kantonen Dinan-Ouest som tillhör arrondissementet Dinan. År 2022 hade Plouër-sur-Rance 3 423 invånare.

## Befolkningsutveckling
Antalet invånare i kommunen Plouër-sur-Rance
Referens:INSEE